# Oncogenética
A Oncogenética é a área de conhecimento dedicada ao estudo dos aspectos moleculares, celulares, clínicos e terapêuticos das síndromes de predisposição ao câncer.